# Septembrie
ianuarie • februarie • martie  • aprilie  • mai  • iunie  • iulie  • august  • septembrie  • octombrie  • noiembrie  • decembrie

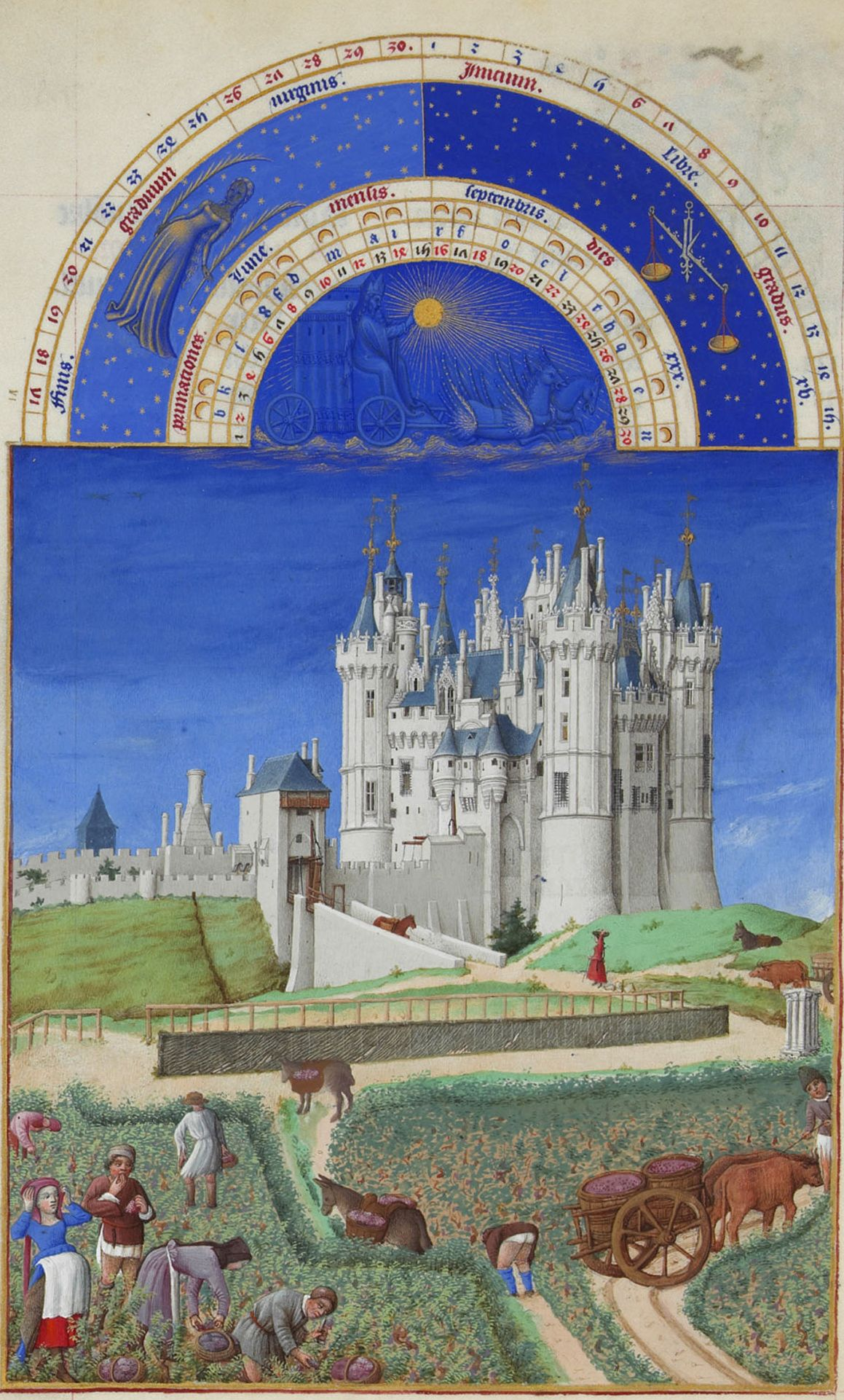
Septembrie - Les Très Riches Heures du duc de Berry

Septembrie este a noua lună a anului în calendarul Gregorian și una dintre cele patru luni gregoriene cu o durată de 30 de zile.
Septembrie începe (astrologic) cu soarele în semnul Fecioarei și sfârșește în semnul Balanței. Din punct de vedere astronomic, luna septembrie începe cu soarele în constelația Fecioarei și se sfârșește cu soarele în constelația Balanței.
Numele lunii septembrie (latină: Septembris) vine de la cuvântul latinesc septem, șapte, pentru că luna septembrie era a șaptea lună în calendarul roman. 
Grecii numeau luna septembrie Boedromion. În România, luna septembrie, popular, se numește Răpciune. Luna septembrie este luna cea mai importantă pentru cei care au trudit pământul, acum fiind culese roadele muncii de peste an.
Septembrie începe în aceeași zi a săptămânii ca și Decembrie, în fiecare an.
Pe 23 septembrie este echinocțiul de toamnă, când ziua este egală cu noaptea.
Soarele și Luna
Soarele —  la începutul lunii răsare la ora 6:39 m și apune la ora 19:52 m, iar la sfârșitul lunii răsare la ora 7:12 și apune la ora 18:58.
Fazele Lunii: la 1 septembrie — Luna Nouă (de azi, Luna începe să crească) la 12:06; la 9 septembrie — Luna la Primul Pătrar la 14:48; la 16 septembrie — Lună Plină (de azi, Luna începe să descrească) la 22:06 m; la 23 septembrie — Luna la Ultimul Pătrar la 13:06.
Evenimente și tradiții
- 8 septembrie: Nașterea Maicii Domnului
- 22 septembrie: Echinocțiu de toamnă

Zicale populare
- În luna lui Răpciuni vin copiii la tăciuni.

Caragiale - Calendar
I.L.Caragiale spunea în Calendar despre luna septembrie: Ploi mari. Dâmbovița se umflă. Primăria profită de ocazie pentru a o declara navigabilă, și a publica licitație pentru luarea în monopol a navigației dâmbovițene pe 10 ani.